# Francesco Anzani
Francesco Anzani (Alzate, 11 novembre 1809 – Genova, 5 luglio 1848) è stato un patriota e militare italiano.

## Biografia
Di simpatie liberali, fuggì, non si sa bene l'anno, per andare a combattere nella  guerra d'indipendenza greca. Tornato in patria, studiò matematica all'Università degli Studi di Pavia prima di andare esule a Parigi, ove prese parte ai moti del 1830-31. Lì conobbe Giuseppe Mazzini e prese parte al moto repubblicano del 5-6 giugno 1832. Poi passò in Portogallo per combattere tra i Cacciatori di Oporto del ligure Gaetano Borso di Carminati, difendendo la causa liberale di Isabella Maria contro don Miguel. Quindi si recò in Spagna per arruolarsi, col grado di capitano, nella "Legione straniera dei cristiani" contro il pretendente don Carlos, venendo ferito per la seconda volta.
Rimpatriato nel 1838, fu arrestato al momento del suo sbarco a Genova e consegnato alla polizia austriaca, che lo recluse a Milano.
Liberato, espatriò, emigrando in Sud America, nella provincia del Rio Grande do Sul. Lì conobbe Giuseppe Garibaldi, con il quale strinse una robusta amicizia e, quando si costituì la Legione italiana in Uruguay, questi ne affidò il comando ad Anzani. Contribuì alla vittoria nella battaglia di San Antonio costruendo il fortino al Salto e difendendolo dai Blancos fino all'arrivo di Garibaldi.
L'esperienza comune fu rievocata in una lettera, a doppia firma di Garibaldi ed Anzani, rivolta al nunzio apostolico in America del sud, monsignor Bedini:
(Giuseppe Garibaldi e Francesco Anzani)
Ammalatosi gravemente, salpò per l'Italia insieme a Garibaldi e ai fedeli della Legione il 15 aprile 1848, in occasione della amnistia concessa da Pio IX. A Nizza fu inizialmente assistito dalla madre dell'Eroe dei Due Mondi; trasportato a Genova, fu assistito dal fratello Giuseppe, dall'amico Garibaldi e da Giacomo Medici. Infine, il 5 luglio, morì.

## Riconoscimenti
Il 3 settembre 1911 fu inaugurato nella sua città natale un monumento in suo onore, opera dello scultore Leonardo Bistolfi.